# 천사의 약속
〈천사의 약속〉(天使のゆびきり 텐시노유비키리[*])은 후쿠다 마이의 싱글이다. 1998년 10월 23일에 킹레코드를 통해 발매되었다.

## 개요
후쿠다 마이의 가수 데뷔 싱글이다.

## 수록곡
| #  | 제목                             | 재생 시간 |
| -- | -------------------------------- | --------- |
| 1. | 〈天使のゆびきり (천사의 약속)〉 |           |
| 2. | 〈FUN〉                          |           |
| 3. | 〈天使のゆびきり〉 (Off Vocal)   |           |
| 4. | 〈FUN〉 (Off Vocal)              |           |